# Município de Hartford (condado de Trumbull, Ohio)
O município de Hartford (em inglês: Hartford Township) é um município localizado no condado de Trumbull no estado estadounidense de Ohio. No ano de 2010 tinha uma população de 2.070 habitantes e uma densidade populacional de 30,28 pessoas por km².

## Geografia
O município de Hartford encontra-se localizado nas coordenadas 41° 18′ 13″ N, 80° 35′ 09″ O. Segundo a Departamento do Censo dos Estados Unidos, o município tem uma superfície total de 68.35 km², da qual 68,15 km² correspondem a terra firme e (0,29 %) 0,2 km² é água.

## Demografia
Segundo o censo de 2010, tinha 2.070 pessoas residindo no município de Hartford. A densidade populacional era de 30,28 hab./km².